# Bill Oberst Jr.

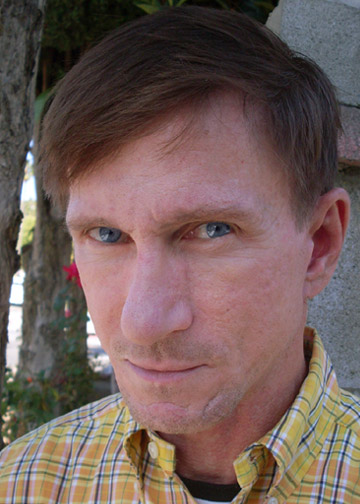
Bill Oberst Jr.

Bill Oberst Jr. (* 21. November 1965 in Georgetown, South Carolina) ist ein US-amerikanischer Schauspieler deutscher Abstammung, der durch seine Auftritte in vielen Horrorfilmen bekannt wurde.

## Leben und Karriere
Oberst wurde in Georgetown, South Carolina geboren, wo er auch aufwuchs. Er hat einen Abschluss von der University of South Carolina. Seit seiner frühesten Jugend ist er als Theaterdarsteller aktiv und stellte mehrere historische Persönlichkeiten dar, u. a. Mark Twain, Abraham Lincoln und John F. Kennedy. Er entwickelte außerdem die Show Stand Up! When Comedy Was Funny.
Seit 2006 ist Oberst auch in Film und Fernsehen zu sehen. Er war seitdem in über 100 Filmen und Serien zu sehen. 2014 war er neben Adrienne Barbeau und Tobin Bell in einer Folge der US-Serie Criminal Minds zu sehen. Für seine Rolle in Take this Lollipop wurde er außerdem mit einem Emmy ausgezeichnet.

## Filmografie (Auswahl)

### Film
- 2006: Ten Pistols
- 2007: Grilling Bobby Hicks
- 2007: Dogs of Chinatown
- 2008: The Journey
- 2008: W Is For Witch
- 2008: Die Bienenhüterin (The Secret Life of Bees)
- 2009: Civil
- 2009: Wesley
- 2009: Bleed – Eat or Be Eaten
- 2010: Rock and Roll: The Movie
- 2010: Nude Nuns with Big Guns
- 2011: Resolution
- 2011: Red Dirt Rising
- 2011: A Haunting in Salem
- 2011: Wonderland
- 2011: Assassins
- 2011: Princess and the Pony
- 2011: Take This Lollipop
- 2012: Scary or Die
- 2012: Abraham Lincoln vs. Zombies
- 2012: Children of Sorrow
- 2014: Deadly Revisions
- 2014: A Grim Welcome
- 2015: Zombieworld
- 2016: Ditch Day Massacre
- 2019: Synchronic
- 2022: Everybody Dies by the End

### Fernsehen
- 2008: LG15: The Resistance (13 Episoden)
- 2009: Surviving Disaster
- 2009–2010: 1000 Wege, ins Gras zu beißen (3 Episoden)
- 2010: Kill Spin (6 Episoden)
- 2011: Pet Crazy
- 2014: Criminal Minds (Episode 9x20)
- 2015: Hell’s Kitty (2 Episoden)
- 2016: Scream Queens (Episode 2x08)

## Theater
- Tonight: Mark Twain (2005–2009)
- Stand-Up: When Comedy Was Funny (2001–2008)
- A Tribute To Lewis Grizzard (1999–2010)
- JFK (1996–2004), als John F. Kennedy
- Jesus von Nazareth (1994–2004), als Jesus von Nazareth